# Allocosa mutilata
Allocosa mutilata är en spindelart som beskrevs av Cândido Firmino de Mello-Leitão 1937. Allocosa mutilata ingår i släktet Allocosa och familjen vargspindlar. Inga underarter finns listade i Catalogue of Life.